# Challenger de Székesfehérvár 2024
El torneo Kiskút Open 2024 fue un torneo de tenis perteneció al ATP Challenger Tour 2024 en la categoría Challenger 75. Se trató de la 2ª edición; el torneo tuvo lugar en la ciudad de Székesfehérvár (Hungría), desde el 11 hasta el 17 de marzo de 2024 sobre pista de tierra batida bajo techo.

## Jugadores participantes del cuadro de individuales
| Favorito | País               | Jugador           | Rank1 | Posición en el torneo |
| -------- | ------------------ | ----------------- | ----- | --------------------- |
| 1        | Bandera de Austria | Dominic Thiem     | 91    | Primera ronda         |
| 2        | Bandera de Hungría | Zsombor Piros     | 106   | Cuartos de final      |
| 3        | Bandera de Francia | Richard Gasquet   | 118   | Primera ronda         |
| 4        | Bandera de España  | Pablo Llamas Ruiz | 153   | Primera ronda         |
| 5        | Bandera de Italia  | Andrea Pellegrino | 157   | Segunda ronda         |
| 6        | Bandera de Austria | Filip Misolic     | 164   | Primera ronda         |
| 7        | Bandera de Francia | Titouan Droguet   | 167   | FINAL                 |
| 8        | Bandera de Francia | Matteo Martineau  | 190   | Cuartos de final      |

- 1 Se ha tomado en cuenta el ranking del 4 de marzo de 2024.

### Otros participantes
Los siguientes jugadores recibieron una invitación (wild card), por lo tanto ingresan directamente al cuadro principal (WC):
- Attila Boros
- Péter Fajta
- Mátyás Füle

Los siguientes jugadores ingresan al cuadro principal tras disputar el cuadro clasificatorio (Q):
- Cezar Crețu
- Pol Martín Tiffon
- Gerald Melzer
- Daniel Michalski
- Chun-hsin Tseng
- Samuel Vincent Ruggeri

## Campeones

### Individual Masculino
- Chun-hsin Tseng derrotó en la final a  Titouan Droguet por 4–1, retiro

### Dobles Masculino
- Titouan Droguet /  Matteo Martineau derrotaron en la final a  por  André Göransson /  Denys Molchanov	4–6, 7–5, [10–8]